# Philipp Degen
Philipp Degen (sinh ngày 15 tháng 2 năm 1983) là một cựu cầu thủ bóng đá Thụy Sĩ. Degen chủ yếu được sử dụng ở vị trí hậu vệ phải, tuy nhiên cũng có thể được đẩy sang cánh trái hoặc lên tiền vệ phải. Degen vào tới vòng 16 đội tại Giải vô địch bóng đá thế giới 2006 cùng Đội tuyển bóng đá quốc gia Thụy Sĩ và tham dự Giải vô địch bóng đá châu Âu 2008 nhưng không được thi đấu.
Anh bắt đầu sự nghiệp ở Basel, chơi bốn mùa tại đây trước khi chuyển tới Borussia Dortmund. Sau ba năm thi đấu cùng đội bóng Đức, Degen ký hợp đồng với Liverpool theo dạng tự do vào hè 2008, tuy nhiên anh không ra sân nhiều do chấn thương. Hợp đồng của anh với Liverpool kết thúc vào năm 2011 và anh trở lại Basel. Degen kết thúc sự nghiệp vào mùa 2015-16 với tám chức vô địch Thụy Sĩ.

## Sự nghiệp
Vào năm 1987, Degen tham gia vào đội trẻ của FC Oberdorf và chuyển sang chơi chuyên nghiệp vào năm 1995, ký hợp đồng với đội bóng FC Basel.Anh có 5 mùa giải chơi ở đội trẻ trước khi có trận ra mắt ở đội hình chính vào năm 2001.Trong 4 mùa giải đầu tiên của sự nghiệp chuyên nghiệp Degen có 69 lần ra sân và ghi 4 bàn cho Basel.Degen có mùa giải 2002-03 được đem cho FC Aarau mượn và có 16 lần ra sân và chơi cùng với người em trai, David Degen.Trong 4 năm anh có ba chức vô địch quốc gia cùng một cúp quốc gia cùng Basel dưới sự dẫn dắt của Christian Gross
.
Degen sau đó gia nhập Borussia Dortmund và trong 3 mùa giải ở đây anh có 68 lần ra sân, ghi 1 bàn.Mùa giải cuối cùng của Degen ở Dortmund là mùa giải 2007-08 bị ảnh hưởng bởi chấn thương và anh chỉ có 12 lần ra sân.
Vào ngày 3 tháng 7 năm 2008, Degen gia nhập Liverpool theo dạng chuyển nhượng tự do với bản hợp đồng 4 năm.Huấn luyện viên Rafael Benítez mô tả anh như một "cầu thủ đa năng với thể lực tốt cùng khả năng tranh chấp.Thể lực của cậu ấy sẽ còn cao hơn nữa và tôi chắc chắn cậu ấy sẽ là một càu thủ chiến thuật trong đội hình của chúng tôi." Về việc chuyển tới Liverpool, Degen nói:
"Vụ chuyển nhượng này là một thách thức với tôi bởi Liverpool không giống như những đội khác.Hàng năm họ chơi để có được danh hiệu vô địch quốc gia cùng Champions League do vậy quá rõ ràng là không dễ cho tôi để có được vị trí trong đội hình.Tất cả các vị trí ở Liverpool đều đã có 2 hai ba cầu thủ.Nhưng lối đá của tôi phù hợp với giải Ngoại hạng Anh, nơi mà bóng đá được chơi theo lối tấn công."}}
Degen có trận ra mắt trong màu áo Liverpool vào ngày 12 tháng 7 năm 2008 khi vào sân ở giữa hiệp trong trận giao hữu gặp Tranmere Rovers và trận này họ thắng 1-0.Degen có trận ra sân chính thức đầu tiên cho Liverpool ở vòng ba cúp liên đoàn trong trận thắng 2-1 ở sân nhà trước Crewe Alexandra, trong trận này anh đã bị chấn thương ở xương sườn sau khi va chạm cùng đồng đội Sami Hyypiä khiến anh phải rời xa sân cỏ trong 2 tháng.
Vào thứ tư ngày 12 tháng 11 năm 2008 anh có trận đầu tiên trở lại trong trận thua 4-2 trước Tottenham Hotspur ở Cúp liên đoàn, và bị dính chấn thương.
Degen phát biểu sau trận đấu."Đây là điều tồi tệ nhất đã từng xảy ra với tôi," "Tôi chỉ đơn giản là khóc oà lên trong phòng thay đồ.Gareth Bale của Tottenham Hotspur đã chơi xấu với tôi và tôi không được nhận một của penalty. "Nhưng xương ở chân tôi đã bị trẹo, và tôi sẽ phải ngồi ngoài trong vòng 4 đến 6 tuần.Đây là điều buồn nhất trong đời tôi - Tôi sẽ phải kiềm chế bản thân để không làm điều gì sai trong cuộc đời. "
Vào tháng 1 năm 2009 Degen bị dính một chấn thương bàn chân khác sau khi ghi bàn trong trận hoà 2-2 với đội dự bị của Manchester United.Vào ngày 9 tháng 5 năm 2009, anh trở lại đội hình chính của Liverpool khi ngồi dự bị trong trận thắng 3-0 trước West Ham United ở Upton Park.

## Thi đấu quốc tế
Degen chơi cho Thụy Sĩ ở World Cup 2006 cho tới khi họ bị loại bởi đội tuyển Ukraina ở vòng 16 đội.Mặc dù bị chấn thương trong phần lớn mùa giải song Degen vẫn được triệu tập vào đội tuyển Thuỵ Sĩ ở Euro 2008.Tuy nhiên, nước đăng cai giải này đã bị loại ở vòng bảng và Degen không có trận nào được ra sân.

## Đời sống riêng tư
Người anh em sinh đội của anh, David cũng là một cầu thủ bóng đá và hiện đang chơi cho BSC Young Boys.

## Thống kê
| CLB                    | Mùa giải | Giải VĐQG Thụy Sĩ | Giải VĐQG Thụy Sĩ | Cúp quốc gia Thụy Sĩ | Cúp quốc gia Thụy Sĩ | --                | --                | Europe  | Europe    | Tổng cộng | Tổng cộng |
| CLB                    | Mùa giải | Ra sân            | Bàn thắng         | Ra sân               | Bàn thắng            | Ra sân            | Bàn thắng         | Ra sân  | Bàn thắng | Ra sân    | Bàn thắng |
| ---------------------- | -------- | ----------------- | ----------------- | -------------------- | -------------------- | ----------------- | ----------------- | ------- | --------- | --------- | --------- |
| FC Basel               | 2001–02  | 3                 | 0                 | 1                    | 0                    |                   |                   | 1       | 0         |           |           |
| FC Basel               | 2002–03  | 16                | 0                 |                      |                      |                   |                   | 1       | 0         |           |           |
| FC Aarau (cho mượn)    | 2002–03  | 16                | 0                 |                      |                      |                   |                   | -       | -         |           |           |
| FC Basel               | 2003–04  | 32                | 4                 | 3                    | 0                    |                   |                   | 4       | 0         |           |           |
| FC Basel               | 2004–05  | 31                | 0                 | 3                    | 0                    |                   |                   | 10      | 0         |           |           |
| Tổng cộng              |          | 98                | 4                 | 7                    | 0                    |                   |                   | 16      | 0         | 121       | 4         |
|                        |          | Bundesliga        | Bundesliga        | Cúp quốc gia Đức     | Cúp quốc gia Đức     | --                | --                | Europe  | Europe    | Tổng cộng | Tổng cộng |
| Borussia Dortmund      | 05-06    | 31                | 1                 | 1                    | 0                    |                   |                   | 2       | 0         |           |           |
| Borussia Dortmund      | 06-07    | 27                | 0                 | 2                    | 0                    |                   |                   | -       | -         |           |           |
| Borussia Dortmund      | 07-08    | 10                | 0                 | 2                    | 0                    |                   |                   | -       | -         |           |           |
| Tổng cộng              |          | 68                | 1                 | 5                    | 0                    |                   |                   | 2       | 0         | 75        | 1         |
|                        |          | Premier League    | Premier League    | FA Cup               | FA Cup               | Cúp liên đoàn Anh | Cúp liên đoàn Anh | Europe  | Europe    | Tổng cộng | Tổng cộng |
| Liverpool              | 2008–09  | 0                 | 0                 |                      |                      | 2                 | 0                 |         |           | 2         | 0         |
| Liverpool              | 2009–10  | 7                 | 0                 | 1                    | 0                    | 2                 | 0                 | 0       | 0         | 10        | 0         |
| Tổng cộng              |          | 7                 | 0                 | 1                    | 0                    | 4                 | 0                 | 0       | 0         | 12        | 0         |
|                        |          | Bundesliga        | Bundesliga        | Cúp quốc gia Đức     | Cúp quốc gia Đức     | --                | --                | Châu Âu | Châu Âu   | Tổng cộng | Tổng cộng |
| VfB Stuttgart          | 2010–11  | 5                 | 0                 | 1                    | 0                    |                   |                   | 2       | 0         | 8         | 0         |
| Tổng cộng              |          | 5                 | 0                 | 1                    | 0                    |                   |                   | 2       | 0         | 8         | 0         |
|                        |          | Giải VĐQG Thụy Sĩ | Giải VĐQG Thụy Sĩ | Cúp quốc gia Thụy Sĩ | Cúp quốc gia Thụy Sĩ | --                | --                | Châu Âu | Châu Âu   | Tổng cộng | Tổng cộng |
| FC Basel               | 2011–12  | 9                 | 1                 | 1                    | 1                    |                   |                   | 0       | 0         | 10        | 2         |
| FC Basel               | 2012–13  | 21                | 3                 |                      |                      |                   |                   |         |           |           |           |
| FC Basel               | 2013–14  | 20                | 3                 | 3                    | 0                    |                   |                   | 4       | 1         | 27        | 3         |
| FC Basel               | 2014–15  | 4                 | 0                 |                      |                      |                   |                   |         |           | 4         | 0         |
| Tổng cộng              |          | 54                | 7                 | 4                    | 1                    |                   |                   | 4       | 1         | 62        | 9         |
| Tổng cộng cả sự nghiệp |          | 232               | 12                | 18                   | 1                    | 4                 | 0                 | 24      | 1         | 240       | 10        |

## Danh hiệu
- Giải vô địch quốc gia Thụy Sĩ: 2002,2004,2005
- Cúp quốc gia Thụy Sĩ:2003